# Charles Gervais
Charles Louis Gervais (* 29. Mai 1826 in Féricy, Département Seine-et-Marne, Frankreich; † 27. Mai 1893 in Paris, Frankreich) war ein französischer Unternehmer und Gründer der Molkerei Gervais.

## Leben
Gervais war der Sohn von Jean-Louis Gervais, einem Winzer, und Victoire Elisabeth Humeau.
Er entwickelte gemeinsam mit Madam Hérould, einer Landwirtin aus Villers-sur-Auchy im Pays de Bray die bereits eine ähnliche Käsesorte herstellte, den Frischkäse Petit-suisse, der auch Gervais genannt wird. Gemeinsam gründeten sie die erste Gervaisfabrik in Ferrières-en-Bray, die heute noch besteht.
Am 6. Januar 1890 wurde er zum Ritter der Ehrenlegion ernannt.
Charles Gervais starb in seinem Haus im 5. Arrondissement von Paris. Er wurde in Ferrières-en-Bray bestattet.
Sein Unternehmen Gervais fusionierte 1967 mit Danone und 1973 mit dem Glashersteller BSN, der auch Mineralwasser, Babynahrung und Bier herstellte.